# Medzianky
Medzianky est un village de Slovaquie situé dans la région de Prešov.

## Histoire
Première mention écrite du village en 1212.

## Démographie

### Évolution de la population
| Année:               | 1994. | 2004.   | 2014.   | 2024.   |
| -------------------- | ----- | ------- | ------- | ------- |
| Nombre de personnes: | 300   | 317     | 293     | 310     |
| Différence:          |       | +5,66 % | -7,57 % | +5,80 % |

| Année:               | 2023. | 2024.   |
| -------------------- | ----- | ------- |
| Nombre de personnes: | 309   | 310     |
| Différence:          |       | +0,32 % |